# Epinephelus longispinis
Epinephelus longispinis е вид бодлоперка от семейство Serranidae. Видът не е застрашен от изчезване.

## Разпространение и местообитание
Разпространен е в Британска индоокеанска територия, Индия, Индонезия, Кения, Коморски острови, Мавриций, Мадагаскар, Майот, Малдиви, Мианмар, Мозамбик, Реюнион, Сейшели, Сомалия, Тайланд, Танзания, Шри Ланка и Южна Африка.
Обитава крайбрежията и пясъчните дъна на океани, морета, заливи и рифове. Среща се на дълбочина от 1 до 120 m, при температура на водата от 22,1 до 29,3 °C и соленост 34,3 – 34,9 ‰.

## Описание
На дължина достигат до 55 cm, а теглото им е максимум 2700 g.